# Catégorie à involution
En mathématiques, une †-catégorie (catégorie dague, également appelée catégorie involutive ou catégorie à involution,) est une catégorie dotée d'une certaine structure appelée dague ou involution. Le nom de catégorie dague a été inventée par Selinger.

## Définition formelle
Une †-catégorie est une catégorie {\displaystyle {\mathcal {C}}} dotée d'un foncteur involutif {\displaystyle ^{\dagger }\colon {\mathcal {C}}^{op}\rightarrow {\mathcal {C}}} qui correspond à l'identité sur les objets, où {\displaystyle {\mathcal {C}}^{op}} est la catégorie opposée (ie un foncteur contravariant {\displaystyle ^{\dagger }:{\mathcal {C}}\to {\mathcal {C}}} tel que composé par lui-même, donne le foncteur trivial {\displaystyle {\text{id}}:{\mathcal {C}}\to {\mathcal {C}}}).
Plus précisément, cela signifie que ce foncteur associe à tout morphisme {\displaystyle f\colon A\to B} de {\displaystyle {\mathcal {C}}} son adjoint {\displaystyle f^{\dagger }\colon B\to A}, de sorte que pour tous {\displaystyle f\colon A\to B} et {\displaystyle g\colon B\to C}, on ait : 
- {\displaystyle \mathrm {id} _{A}=\mathrm {id} _{A}^{\dagger }\colon A\rightarrow A}
- {\displaystyle (g\circ f)^{\dagger }=f^{\dagger }\circ g^{\dagger }\colon C\rightarrow A}
- {\displaystyle f^{\dagger \dagger }=f\colon A\rightarrow B\,}

Notez que dans la définition précédente, le terme "adjoint" est utilisé de manière analogue à celui de l'algèbre linéaire, et non en le sens de la théorie des catégories.
Certaines sources définissent une †-catégorie comme une †-catégorie, avec la propriété supplémentaire que sa collection de morphismes est partiellement ordonnée, et que l'ordre des morphismes est compatible avec la composition des morphismes, c'est-à-dire : {\displaystyle a<b} implique {\displaystyle a\circ c<b\circ c} pour les morphismes {\displaystyle a}, {\displaystyle b}, {\displaystyle c}, dès que les composées ont un sens.

## Exemples
- La catégorie Rel des ensembles et des relations binaires possède une structure de †-catégorie : pour une relation donnée {\displaystyle R:X\rightarrow Y} dans Rel, la relation {\displaystyle R^{\dagger }:Y\rightarrow X} est la relation inverse de {\displaystyle R} . Dans cet exemple, un morphisme auto-adjoint est une relation symétrique.
- La catégorie Cob des cobordismes est une †-catégorie compacte.
- La catégorie Hilb des espaces de Hilbert possède également une structure de †-catégorie : étant donné une application linéaire continue {\displaystyle f:A\rightarrow B}, l'adjoint {\displaystyle f^{\dagger }:B\rightarrow A} est juste son adjoint au sens usuel.
- Tout monoïde à involution est une †-catégorie avec un seul objet.
- Une catégorie discrète est trivialement une †-catégorie, où le foncteur † est le foncteur trivial.
- Un groupoïde (et donc a fortiori un groupe) a également une structure de †-catégorie, où l'adjoint d'un morphisme est défini comme son inverse. Dans ce cas, tous les morphismes sont unitaires.

## Morphismes remarquables
Dans une †-catégorie {\displaystyle {\mathcal {C}}}, un morphisme {\displaystyle f} est appelé 
- unitaire si c'est un isomorphisme tel que {\displaystyle f^{\dagger }=f^{-1}} ;
- auto-adjoint si c'est un endomorphisme tel que {\displaystyle f^{\dagger }=f}

Les termes unitaire et auto-adjoint dans la définition précédente sont directement inspirés de la catégorie des espaces de Hilbert, où les morphismes satisfaisant ces propriétés sont alors unitaires et auto-adjoints au sens habituel.
- *-algèbre
- †-catégorie monoïdale symétrique
- †-catégorie compacte